# ゲームボーイシリーズ
ゲームボーイシリーズ（GAME BOY Series）は、1989年4月21日に任天堂が発売したゲームボーイから2005年に発売したゲームボーイミクロまでの携帯型ゲーム機およびゲームボーイの名を冠した周辺機器の総称。ただし、任天堂の連結販売実績数量の推移が示す通り、携帯型ゲーム機に関してはゲームボーイからゲームボーイカラーまでをゲームボーイシリーズとして、ゲームボーイアドバンスからゲームボーイミクロまでをゲームボーイアドバンスシリーズとして扱う。
本シリーズは任天堂の世界的ヒット商品になり、様々なバリエーションと周辺機器、後継機種が作られた。また、ゲーム機の中では世界で最もカラーバリエーションが多い。初代ゲームボーイ（ブロス含む）の通常色だけでも7種類、さらに世界中の初代からゲームボーイミクロまでの通常、限定色合わせると100種類以上ある。
全ての機種の公式修理サポートは終了している。

## シリーズ
| 1989 | ゲームボーイ             |
| 1990 |                          |
| 1991 |                          |
| 1992 |                          |
| 1993 |                          |
| 1994 |                          |
| 1995 |                          |
| 1996 | ゲームボーイポケット     |
| 1997 |                          |
| 1998 | ゲームボーイライト       |
| 1998 | ゲームボーイカラー       |
| 1999 |                          |
| 2000 |                          |
| 2001 | ゲームボーイアドバンス   |
| 2002 |                          |
| 2003 | ゲームボーイアドバンスSP |
| 2004 |                          |
| 2005 | ゲームボーイミクロ       |

ゲームボーイ

1989年4月21日発売の初代モデル。
1994年11月21日発売のゲームボーイブロスと呼ばれるカラーバリエーションモデルもある。
ゲームボーイポケット

1996年7月21日発売。
小型薄型軽量化モデル。
液晶機能の向上と背景色変更による画面の視認性向上。
カラーバリエーションもこれ以降一般化。
電源は単4型乾電池2本・バッテリーパック・ACアダプタ（後ろ2点は以後ゲームボーイカラーまで同じ製品を共通で利用可能）。この外付けバッテリーパックはGBP/GBL/GBC本体に接続するプラグを専用充電器に付け替えて充電する形になったため、初代機用の充電式アダプタ（DMG-03）のように充電しながらACアダプタ代わりに使うことはできなくなった。
ゲームボーイライト

1998年4月14日発売。
ゲームボーイポケットとほぼ同じサイズで、画面にバックライトを搭載したモデル。
乾電池が単3型2本である点以外はゲームボーイポケットと同じ電源が使える。
2007年に公式修理サポートが終了したのはこの機種まで。
ゲームボーイカラー

1998年10月21日発売。
ゲームボーイポケットとほぼ同じサイズで、カラー化されたモデル。
新たに液晶カラーTFTを搭載。
最高で56色同時発色可能。赤外線通信機能が搭載された。
ゲームボーイアドバンス

2001年3月21日発売。
ゲームボーイカラーと互換性を保ちながら大幅にパワーアップされたゲームボーイの完全次世代型携帯型ゲーム機。
ゲームボーイアドバンスSP

2003年1月7日発売。
ゲームボーイアドバンスの上位機種。
折り畳み型でフロントライト付き反射式液晶ディスプレイ搭載。
日本未発売ながら、バックライト搭載型のものも存在する。
ゲームボーイミクロ

2005年9月13日発売。
ゲームボーイアドバンスを小型化、バックライト付き液晶を用いたモデル。
ゲームボーイカラー以前のソフトを利用することは出来ない。
ゲームボーイカラー以降の機種は2012年6月までで公式修理サポートを終了した。

### 周辺機器
スーパーゲームボーイ

1994年6月14日発売。
スーパーファミコンカートリッジスロットに挿入して使用するスーパーファミコン用周辺機器。
ゲームボーイ用ソフトをテレビ画面で遊ぶことができる。対応ソフトでは最高13色、それ以外では4色のカラー表示が可能。
スーパーゲームボーイ2
1998年1月30日発売。
スーパーゲームボーイの改良モデル。
スーパーゲームボーイには搭載されていなかった通信コネクタを装備（ゲームボーイポケット用通信ケーブル対応）。
64GBパック

1998年8月1日発売。
ポケモンスタジアムシリーズでは、GBパックにセットした対応するゲームボーイ版ポケットモンスターをテレビでプレイすることができる。
ゲームボーイプレーヤー

2003年3月21日発売。
ニンテンドー ゲームキューブ用の周辺機器。
ニンテンドーゲームキューブの底面に接続し、ゲームボーイおよびゲームボーイアドバンス用ソフトをテレビ画面で遊ぶことができる。いわゆる「ニンテンドーゲームキューブ版のスーパーゲームボーイ」。一方で、動きセンサーカートリッジを使用していた一部のGBC・GBAソフトが非対応となった。

### カートリッジ
ハードウェアの進化に伴い、ゲームボーイシリーズのカートリッジも変遷を遂げている。初代ゲームボーイの発売当初、カートリッジは灰色だった（写真1枚目）。『スーパードンキーコングGB』で初めてバナナ色のカートリッジが使われた。後にゲームボーイカラーが発売されると、カートリッジの色は黒とスケルトンの2種類に分かれた。黒いカートリッジ（写真2枚目）はモノクロ版のハードでも使える共通カートリッジで、スケルトンのカートリッジ（写真3枚目）はカラー専用である。ポケットモンスターなど、カートリッジの色が違うものもある。
カートリッジをラベルが見えるように置くと、モノクロ用および共通カートリッジには右上に切り欠きがあるが、カラー専用カートリッジには切り欠きが無く、カラー専用カートリッジを初代機に挿しても電源を入れることができないようになっている。カラー専用カートリッジ内のプログラムもハードウェアを識別するように作られており、ポケットやライトやスーパーゲームボーイに挿した場合にはカラー専用ソフトである旨が表示される。他にもラベルの上にある「GAME BOY」ロゴの周辺が、カラー専用では出っ張っており、それ以外は凹んでいるなどの違いがある。
次世代機であるゲームボーイアドバンスのカートリッジも接点部分の仕様は同じだが、一辺が短くなりゲームボーイカラーまでのハードに挿してもスロットに電気的につながらなくなっている。無理に差し込もうとすると抜けにくくなる。同ハードのカートリッジは裏面に切り欠きがあり、同ハードにおけるカートリッジの識別の他、ニンテンドーDSがゲームボーイカラーまでのソフトに対応していないことに関しても、カラーまでのソフトがスロットに入らないようにするという効果を持っている。
- ゲームボーイ（モノクロ）カートリッジ
- ゲームボーイ（共通）カートリッジ
- ゲームボーイ（カラー専用）カートリッジ
- ゲームボーイアドバンスカートリッジ
- GBカートリッジ基板
- カートリッジ裏面の比較
- GBAとDSのスロット比較

ゲームボーイにもタイトルによって様々なROM容量をもつカートリッジがあり、ゲームボーイカラーが登場してからは16Mbitのものや最大32Mbitの容量を扱うソフトが登場している。

## 互換性

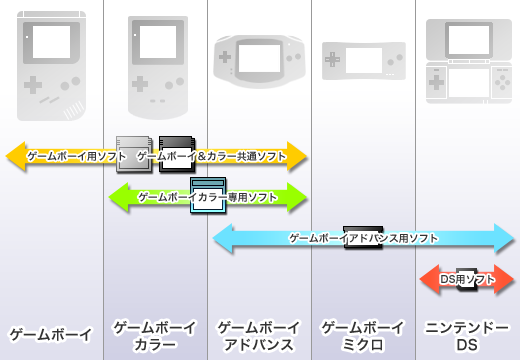
ハードウェア間のソフトの互換性

ゲームボーイのカートリッジに対応しているのはゲームボーイポケット、ゲームボーイライト、ゲームボーイカラー、ゲームボーイアドバンスである。
「ハードウェア間のソフトの互換性」にある「ゲームボーイ」は「ゲームボーイポケット」、「ゲームボーイライト」、「スーパーゲームボーイ」、「スーパーゲームボーイ2」を含む。
「ハードウェア間のソフトの互換性」にある「ゲームボーイアドバンス」は「ゲームボーイアドバンスSP」、「ゲームボーイプレーヤー」を含む。
ゲームボーイアドバンスでゲームボーイのソフトを起動すると、一部タイトルで挙動が異なるものが存在する。

## 出荷台数
- 1996年5月7日 - 月産50万台、ゲームボーイの世界出荷台数4800万台[5]。
- 2001年3月末 - ゲームボーイ、ゲームボーイポケット、ゲームボーイライト、ゲームボーイカラーの出荷台数が日本で3,151万台、アメリカで4,260万台、その他の国で3,961万台の合計11,372万台[1]で初の1億台を突破した、据え置き機も含めた当時世界最多出荷台数のゲーム機。
- 2003年9月末 - ゲームボーイ本体の生産終了。2006年9月末 - ゲームボーイカラー本体の生産終了。ゲームボーイ、ゲームボーイポケット、ゲームボーイライト、ゲームボーイカラーの出荷台数が日本で3,247万台、アメリカで4,406万台、その他の国で4,216万台の合計11,869万台[1]。
- 2010年 - ゲームボーイミクロまでの本体の生産終了。ゲームボーイアドバンス、ゲームボーイアドバンスSP、ゲームボーイミクロの出荷台数が日本で1,696万台、アメリカで4,164万台、その他の国で2,291万台の合計8,151万台[1]。全てのゲームボーイシリーズ本体の総出荷数は20,020万台[1]。